# Laura Spelman Rockefeller
Laura Celestia "Cettie" Spelman Rockefeller (9 de setembro de 1839 – 12 de Março de 1915) foi uma americana abolicionista, filantropa, professora de escola, e proeminente membro da família Rockefeller. Seu marido era John D. Rockefeller, co-fundador da Standard Oil Company. Ela é o homônimo da Faculdade Spelman, cujo foi fundada para educar mulheres negras no Sul, e também do Memorial Laura Spelman Rockefeller.

## Vida e carreira
Laura Celestia Spelman nasceu em Wadsworth, Ohio, puritana descendente de Harvey Buell Spelman (15 de setembro de 1811 – 11 de outubro de 1881) e Lucy Henry (28 de fevereiro de 1818 – 7 de setembro de 1897), Yankees que se mudaram de Massachusetts para Ohio. Harvey foi um abolicionista e era membro ativo na Igreja Congregacional, na Underground Railroad, e também na política. Os Spelmans mudaram-se para Cleveland, Ohio.
Laura Spelman tinha uma irmã adotiva mais velha, Lucy Maria "Lute" Spelman (c. 1837 – 6 de fevereiro de 1920). Em Cleveland, Lute e Laura conheceram, em suas aulas de contabilidade, John D. Rockefeller. Ele era o filho mais velho de William Avery "Bill" Rockefeller (1810-1906) e Eliza Davison (1813-1889).
Laura e John se casaram em 18
64, quando Laura retornou da Nova Inglaterra, onde havia ido com planos de se tornar professora, para Ohio.
Eles tiveram cinco filhos; Elizabeth ("Bessie") (23 de agosto de 1866 – 14 de novembro de 1906), Alice (14 de julho, 1869 – 20 de agosto de 1870), Alta (12 de abril de 1871 – 21 de junho de 1962), Edith (31 de agosto de 1872 – 25 de agosto de 1932), e John Jr. (29 de janeiro de 1874 – 11 de Maio de 1960). Seguindo o seu casamento, Laura permaneceu ativa na igreja com sua família. Uma vez que o negócio da família Rockefeller, a Standard Oil, começou a decolar, Laura dedicou seu tempo para a filantropia e para seus filhos.
Ao longo de suas vidas, a família Rockefeller continua a doar dez por cento de sua renda para instituições de caridade, incluindo doações substanciais para a Faculdade Spelman. Laura Spelman morreu em 12 de Março de 1915, com 75 anos de um ataque cardíaco, na propriedade da família Kykuit em Pocantico Hills, Nova York.